# Blum und Perlmann
Die Kriminalhauptkommissare Klara Blum, gespielt von Eva Mattes, und Kai Perlmann, gespielt von Sebastian Bezzel, sind fiktive Personen in den Konstanzer Folgen der Krimireihe Tatort. Zwischen 2002 und 2016 verantwortete der Südwestrundfunk (SWR) jährlich etwa zwei neue Fälle mit Blum, deren Assistent seit 2004 Perlmann war.

## Hintergrund

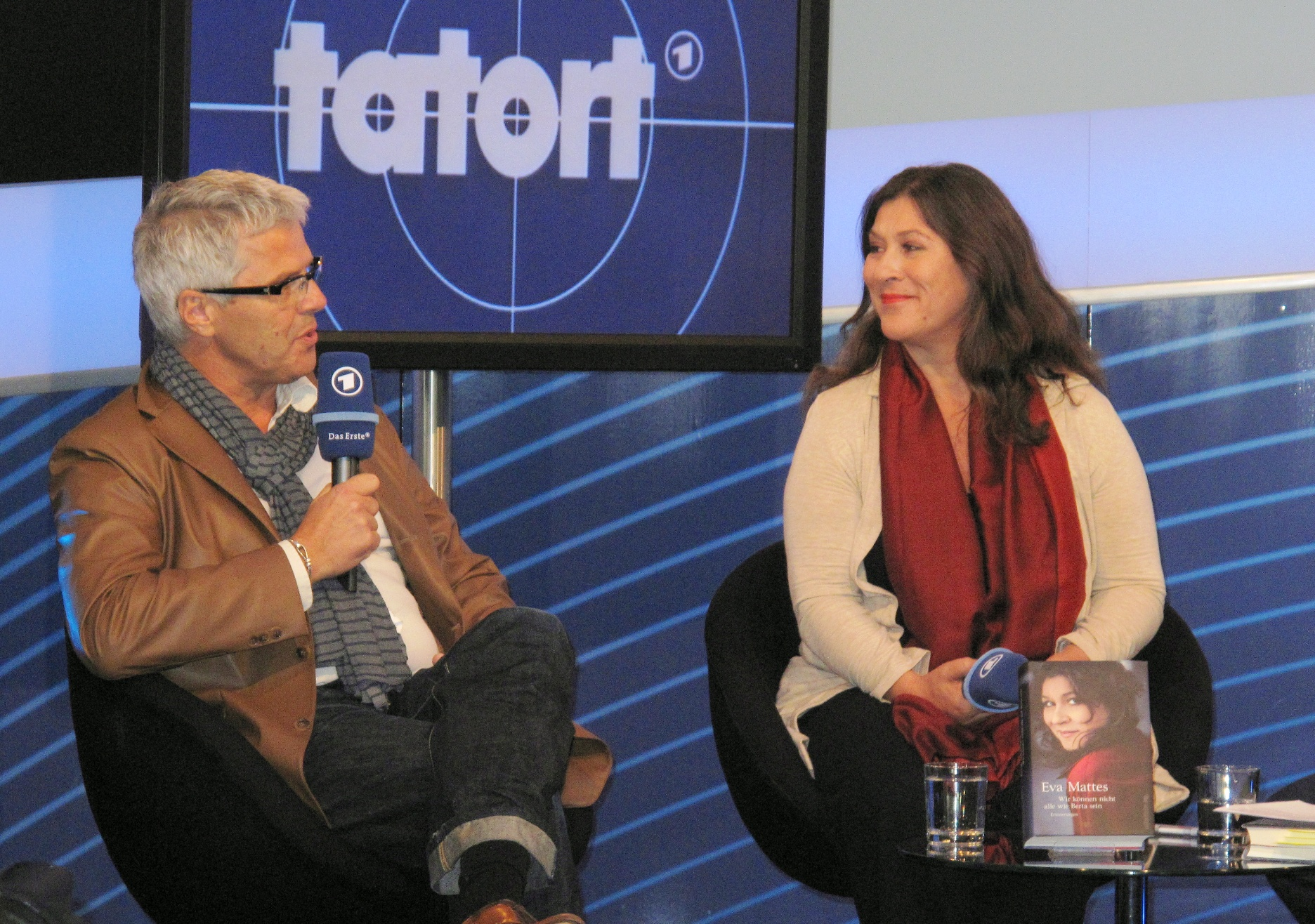
Eva Mattes und Tatort-Redakteur Ulrich Herrmann bei der Frankfurter Buchmesse 2011

Der SWR kündigte die neue Ermittlerin im September 2000 an. Als Standort für den dritten SWR-Tatort neben Ludwigshafen (Odenthal und Kopper) und Stuttgart (Ernst Bienzle) hatte neben Konstanz auch Freiburg im Breisgau zur Auswahl gestanden. Verantwortliche Tatort-Redakteure bei der Verpflichtung von Eva Mattes waren Ulrich Herrmann und Carl Bergengruen, die Leitung der SWR-Fernsehfilmabteilung lag bei Dietrich Mack. Mit Nicole Heesters als Kommissarin Buchmüller (1977–1980) hatte der SWR-Vorgänger Südwestfunk bereits die erste weibliche Tatort-Ermittlerin gestellt, gefolgt von Karin Anselm als Hauptkommissarin Wiegand (1980–1988) und Ulrike Folkerts als Lena Odenthal (seit 1989).
Vor ihrer Ermittlerrolle hatte Mattes, die vor allem aus dem Neuen Deutschen Film und als Theaterdarstellerin bekannt war, bereits in den SWR-(Ko)produktionen Viehjud Levi (1999), Tatort – Der schwarze Ritter (2000) und Goebbels und Geduldig (2001) mitgespielt. Die Idee, sie als Tatort-Kommissarin zu engagieren, kam von Ulrich Herrmann, der sie gemeinsam mit Didi Danquart, dem Regisseur von Viehjud Levi, zur Mitarbeit überzeugte. Mattes beteiligte sich selbst an der Ausgestaltung der Figur.
Im Gegensatz zu manch anderen Tatort-Folgen wurde in Konstanz mit leiseren Tönen und Empathie ermittelt, was in erster Linie mit Klara Blums Persönlichkeit zusammenhängt. Zu den Drehorten, die den Tatort vom Bodensee prägen, gehören repräsentative Villen ebenso wie Elite-Internate und Künstlerateliers, aber auch Häuser skurriler Intellektueller. Oft haben die Fälle auch einen Bezug zum See.
Produktionssitz war Baden-Baden, wo auch die SWR-Tochterfirma Maran Film beheimatet war. Die Außenaufnahmen des Polizeipräsidiums Konstanz fanden am Originalschauplatz statt. Die Innenaufnahmen des Kommissariats und der Rechtsmedizin entstanden allerdings, wie die der anderen beiden SWR-Kommissariate, seit 2006 in einer umgebauten Schule in der Baden-Badener Cité. Auch ein großer Teil der Außen-Dreharbeiten fand in Baden-Baden und dem umgebenden Landkreis Rastatt sowie in Karlsruhe statt. Aus Kostengründen wurden nur wenige Drehtage jeder Folge am Originalschauplatz in Konstanz und Umgebung verbracht.
Seit 2007 produzierte der SWR mehrere Folgen gemeinsam mit dem Schweizer Radio und Fernsehen (SRF), das zunächst kein eigentlicher Kooperationspartner der Tatort-Reihe war. Dabei leistete in drei Fällen Reto Flückiger, gespielt von Stefan Gubser, von der Thurgauer Seepolizei Amtshilfe. Nachdem Flückiger zum Hauptermittler der seit 2011 gesendeten Schweizer Tatort-Folgen aus Luzern wurde, übernahm Roland Koch als Matteo Lüthi den Part des Thurgauer Kollegen in den Folgen mit SRF-Beteiligung.
Im Dezember 2014 kündigte der SWR an, den Bodensee-Tatort 2016 auslaufen zu lassen. Der letzte Tatort aus Konstanz wurde am 4. Dezember 2016 ausgestrahlt.

## Figuren

### Klara Blum

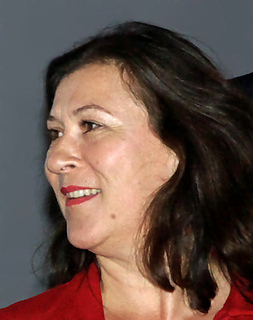
Eva Mattes alias Klara Blum

Klara Blum begann ihre Laufbahn bei der Polizei im Streifendienst. Heute leitet sie als Kriminalhauptkommissarin das Kommissariat 1 in Konstanz am Bodensee, ihrer Heimatstadt, die sie nie verlassen hat. Ihren Mann Martin hatte sie im Dienst kennengelernt; er war Leiter ihrer Dienststelle. 17 Jahre war das Paar verheiratet, als Martin Blum während der Ausübung seines Dienstes erschossen wurde. Da die Ehe kinderlos blieb, lebt Blum nun allein in ihrem direkt am See gelegenen Haus. Trotz dieses schweren Schicksalsschlages ist die Kommissarin eine dem Leben zugewandte, freundliche Frau geblieben, die versucht, ihr Leben zu genießen und gern tanzt (Zitat: „Manchmal muss man tanzen, gerade wenn man traurig ist.“). In ihrer kleinen Fischerhütte, die sich auf ihrem Grundstück befindet, sitzt sie gern bei einem Glas Rotwein auf der Galerie und hängt ihren Gedanken nach. Natürlich kennt die Kommissarin in Konstanz fast jeden, was ihr bei ihren beruflichen Nachforschungen zugutekommt. Ihre Freundschaften pflegt sie beim Boule oder beim Eisstockschießen.
Nach dem Tod ihres Mannes hat Blum die Leitung der Dienststelle übernommen. Ihr engster Mitarbeiter ist anfangs Bülent Isi, dann wird Kai Perlmann ihr neuer Kollege. Durch ihre offene, gewinnende Art macht sie es Perlmann nicht schwer, sie zu mögen und zu respektieren. Sie ist zwar eine gute Schützin, vergisst jedoch in der Regel beim Schießtraining zu erscheinen. Da Blum sich für Menschen interessiert, hat sie sich zu einer ausgesprochenen Spezialistin entwickelt, was die Führung ihrer Verhöre mit Tatverdächtigen betrifft. Es ist ihr wichtig, die Hintergründe eines Verbrechens aufzudecken und sich in die Psyche der Verdächtigen hineinzudenken. Auch nach vielen Jahren, in denen sie mit Kapitalverbrechen zu tun hatte, lässt sie ein Fall fast nie kalt. Als Dienstwagen stehen der Kommissarin meist silberne Kombi-Modelle der Mercedes C-Klasse zur Verfügung.
Blum pflegt liebevoll ihren großen Garten, hackt Holz, um sich abzureagieren und liest gern schöngeistige Literatur. Gedichte auswendig zu rezitieren macht ihr Freude. Neben ihrem kulturellen Interesse isst Blum sehr gern gut, vor allem Fisch und frische Backwaren. Wenn ihre Zeit es erlaubt, kocht sie auch gern selbst.

### Kai Perlmann

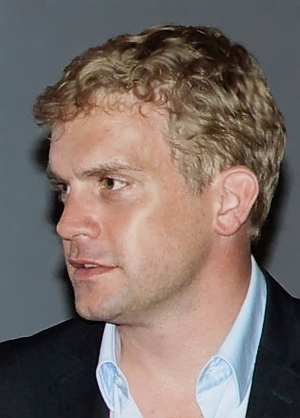
Sebastian Bezzel alias Kai Perlmann

Kriminalober-, später -hauptkommissar Kai Perlmann ist seit der Folge Bitteres Brot (2004) Blums Assistent. Er achtet sehr auf sein Äußeres und legt Wert darauf, gut gekleidet zu sein. Meist trägt er ein Sakko über einem Hemd mit Krawatte, außerdem hat er ein Faible für italienische Schuhe. Perlmann, dessen zweiter Vorname Lorenz ist, wurde im September 1971 in München geboren. 1991 hat er sein Abitur bestanden. Er mag Techno und House-Musik; was sein Wissen im kulturellen Bereich betrifft, hat er Nachholbedarf. Lieber beschäftigt er sich mit dem Wirtschaftsteil der Zeitung. Privat fährt er über lange Zeit ein schwarzes Chrysler Sebring Convertible, speist gern in Restaurants der gehobenen Klasse und geht auch gern mal ins Kasino oder auf den Golfplatz. Er liebt die schönen Dinge des Lebens und legt Wert auf einen gehobenen Lebensstil. Blum neckt ihn schon mal, ob seiner Eitelkeiten, erkennt aber seinen guten Geschmack an. Hin und wieder stellt sie sich allerdings die Frage, wie der Kollege seinen aufwendigen Lebensstil finanzieren kann.
Auf seiner Dienststelle wird Perlmann, da er offen und ehrlich agiert, nicht nur von Blum sehr geschätzt. Der Kommissar kommt allgemein bei Frauen gut an, ignoriert allerdings Annika Becks Flirtversuche. Seine guten Manieren sind sprichwörtlich. Dass sich im Dezernat fast alle duzen, bereitet ihm Schwierigkeiten. Er hat kein Problem damit, Blum als seine Vorgesetzte zu respektieren, hält jedoch mit seiner eigenen Meinung nicht hinter dem Berg. Wenn er Kritik übt, geschieht dies in der ihm eigenen schlagfertigen Art, jedoch immer auf einer sachlichen und nüchternen Ebene und in freundlichem Tonfall. Sein Beruf bedeutet ihm viel.

### Weitere Figuren
- Annika Beck („Beckchen“), Sekretärin (seit der ersten Folge; Darstellerin: Justine Hauer). Beck gehört zum engsten Mitarbeiterkreis Klara Blums, die sie liebevoll mit „Beckchen“ tituliert. Beck ist hauptsächlich für Recherchen und Anfragen zuständig, da Büroarbeit so gar nicht Blums Ding ist. In Schmuggler (2012) ist sie wegen Schwangerschaftsurlaub nicht zu sehen.
- Rechtsmediziner Dr. Curd Wehmut (seit Bitteres Brot, 2004; Darsteller: Benjamin Morik)
- Bülent Îsi (drei Folgen 2002–2003; Darsteller: Ercan Özçelik). Îsi ist in der Premierenfolge Schlaraffenland als Polizeihauptmeister vom Polizeirevier Stockach mit dem Fall befasst. In der Folge 1000 Tode ist er als Kommissar zur Konstanzer Kriminalpolizei gewechselt, ermittelt an der Seite von Klara Blum und kündigt an, dass er Vater wird. Nach dem Fall Stiller Tod tritt er seinen Vaterschaftsurlaub an. Er gilt als erster türkischstämmiger Ermittler der Reihe Tatort.[15]
- Kriminaloberrat Martin Blum (eine Folge, 2002; Darsteller: Michael Gwisdek). Klara Blums Ehemann und Vorgesetzter wird im Laufe des ersten Falls Schlaraffenland erschossen. Er lebte von 1945 bis 2001.
- Tanja Kraft (Schwangerschaftsvertretung für „Beckchen“ in Schmuggler; Darstellerin: Alwara Höfels). Ließ sich als Assistentin vom Stuttgarter Betrugsdezernat nach Konstanz versetzen.

## Folgen
| Fall | Folge | Titel                                             | Sender  | Erstausstrahlung                              | Ermittler                           | Drehbuch                         | Regie               | Besonderheiten |
| ---- | ----- | ------------------------------------------------- | ------- | --------------------------------------------- | ----------------------------------- | -------------------------------- | ------------------- | --- |
| 01   | 499   | Schlaraffenland                                   | SWR     | 28. Apr. 2002                                 | Klara Blum, Martin Blum, Bülent Îsi | Stefan Dähnert                   | Nina Grosse         | |
| 02   | 513   | 1000 Tode                                         | SWR     | 03. Nov. 2002                                 | Blum, Bülent Îsi                    | Dorothee Schön                   | Jobst Oetzmann      | Deutscher Kamerapreis 2003 (Fernsehfilm) an Jürgen Carle |
| 03   | 523   | Stiller Tod                                       | SWR     | 26. Jan. 2003                                 | Blum, Bülent Îsi                    | Martina Brand, Dorothee Schön    | Richard Huber       | |
| 04   | 550   | Der Schächter                                     | SWR     | 07. Dez. 2003                                 | Blum                                | Fred Breinersdorfer              | Jobst Oetzmann      | |
| 05   | 555   | Bitteres Brot                                     | SWR     | 18. Jan. 2004                                 | Blum und Perlmann                   | Dorothee Schön                   | Jürgen Bretzinger   | Erste Folge mit Sebastian Bezzel als Kai Perlmann |
| 06   | 585   | Die Spieler (Folge 181a trägt den gleichen Titel) | SWR     | 09. Jan. 2005                                 | Blum und Perlmann                   | Fred Breinersdorfer              | Michael Verhoeven   | |
| 07   | 590   | Der Name der Orchidee                             | SWR     | 06. Mär. 2005                                 | Blum und Perlmann                   | Dorothee Schön                   | Jürgen Bretzinger   | |
| 08   | 618   | Das Lächeln der Madonna                           | SWR     | 25. Dez. 2005                                 | Blum und Perlmann                   | Kai-Uwe Hasenheit                | Christoph Stark     | |
| 09   | 626   | Der schwedische Freund                            | SWR     | 26. Mär. 2006                                 | Blum und Perlmann                   | W. Anders                        | Uli Möller          | |
| 10   | 636   | Gebrochene Herzen                                 | SWR     | 23. Jul. 2006                                 | Blum und Perlmann                   | Dorothee Schön                   | Jürgen Bretzinger   | |
| 11   | 662   | Engel der Nacht                                   | SWR     | 09. Apr. 2007                                 | Blum und Perlmann                   | Susanne Schneider                | Thomas Jahn         | |
| 12   | 672   | Blutsbande                                        | SWR     | 09. Sep. 2007                                 | Blum und Perlmann                   | Susanne Schneider                | Jürgen Bretzinger   | |
| 13   | 686   | Der Kormorankrieg                                 | SWR     | 06. Jan. 2008                                 | Blum und Perlmann                   | Mathias Dinter, Xaõ Seffcheque   | Jürgen Bretzinger   | |
| 14   | 692   | Seenot                                            | SWR/SF  | 13. Jan. 2008 (SRF) 24. März 2008 (Das Erste) | Blum und Perlmann, Reto Flückiger   | Dorothee Schön                   | René Heisig         | Premiere im Schweizer Fernsehen außerhalb der Tatort-Reihe als SF Schweizer Film in Schweizer Dialektfassung                                                         |
| 15   | 723   | Herz aus Eis                                      | SWR     | 22. Feb. 2009                                 | Blum und Perlmann                   | Dorothee Schön                   | Ed Herzog           | New Faces Award an Nora von Waldstätten und Florian Bartholomäi |
| 16   | 736   | Im Sog des Bösen                                  | SWR     | 07. Jun. 2009                                 | Blum und Perlmann                   | Susanne Schneider                | Didi Danquart       | |
| 17   | 753   | Der Polizistinnenmörder                           | SWR/SF  | 03. Jan. 2010 (SRF) 17. Jan. 2010 (Das Erste) | Blum und Perlmann, Reto Flückiger   | Leo P. Ard                       | Florian Froschmayer | Premiere im Schweizer Fernsehen außerhalb der Tatort-Reihe. Nominierung für den Bayerischen Fernsehpreis 2010 (beste Schauspielerin Serien und Reihen) an Eva Mattes |
| 18   | 772   | Bluthochzeit                                      | SWR     | 19. Sep. 2010                                 | Blum und Perlmann                   | Stefan Dähnert                   | Patrick Winczewski  | Wegen einer aktuellen Sendung zur Bundestagswahl 2009 um ein Jahr verschoben.                                                                                        |
| 19   | 788   | Der schöne Schein                                 | SWR/SRF | 16. Jan. 2011                                 | Blum und Perlmann, Reto Flückiger   | Susanne Schneider                | René Heisig         | |
| 20   | 795   | Im Netz der Lügen                                 | SWR     | 27. Mär. 2011                                 | Blum und Perlmann                   | Dorothee Schön                   | Patrick Winczewski  | |
| 21   | 814   | Das schwarze Haus                                 | SWR     | 16. Okt. 2011                                 | Blum und Perlmann                   | Thomas Bohn                      | Thomas Bohn         | |
| 22   | 826   | Schmuggler                                        | SWR     | 29. Jan. 2012                                 | Blum und Perlmann                   | Leo P. Ard, Birgit Grosz         | Jürgen Bretzinger   | Tanja Kraft (Alwara Höfels) als Schwangerschaftsvertretung für „Beckchen“                                                                                            |
| 23   | 845   | Nachtkrapp                                        | SWR/SRF | 07. Okt. 2012                                 | Blum und Perlmann, Matteo Lüthi     | Melody Kreiss                    | Patrick Winczewski  | Zehnjähriges Bestehen des Bodensee-Tatorts |
| 24   | 861   | Die schöne Mona ist tot                           | SWR     | 03. Feb. 2013                                 | Blum und Perlmann                   | Wolfgang Stauch                  | Ed Herzog           | |
| 25   | 878   | Letzte Tage                                       | SWR/SRF | 23. Jun. 2013                                 | Blum und Perlmann, Matteo Lüthi     | Stefan Dähnert                   | Elmar Fischer       | |
| 26   | 896   | Todesspiel                                        | SWR     | 19. Jan. 2014                                 | Blum und Perlmann                   | Leo P. Ard                       | Jürgen Bretzinger   | |
| 27   | 919   | Winternebel                                       | SWR/SRF | 05. Okt. 2014                                 | Blum und Perlmann, Matteo Lüthi     | Jochen Greve                     | Patrick Winczewski  | |
| 28   | 935   | Château Mort                                      | SWR/SRF | 08. Feb. 2015                                 | Blum und Perlmann, Matteo Lüthi     | Stefan Dähnert                   | Marc Rensing        | |
| 29   | 960   | Côte d’Azur                                       | SWR     | 01. Nov. 2015                                 | Blum und Perlmann                   | Wolfgang Stauch                  | Ed Herzog           | |
| 30   | 971   | Rebecca                                           | SWR     | 10. Jan. 2016                                 | Blum und Perlmann                   | Marco Wiersch                    | Umut Dağ            | |
| 31   | 1002  | Wofür es sich zu leben lohnt                      | SWR/SRF | 04. Dez. 2016                                 | Blum und Perlmann, Matteo Lüthi     | Sathyan Ramesh und Aelrun Goette | Aelrun Goette       | Letzter Fall für das Team |